# CONCACAF Gold Cup 2003
La CONCACAF Gold Cup 2003 è stata la 17ª edizione (la 7ª con la formula attuale) di questo torneo di calcio continentale per squadre nazionali maggiori maschili organizzato dalla CONCACAF.
Per la prima volta dal 1993 una parte del torneo si tenne al di fuori dei confini degli Stati Uniti, nell'occasione in Messico. Le partite furono disputate dal 12 luglio al 27 luglio 2003 in 3 diverse città, Città del Messico, Miami e, per la prima volta, in una città nel nord degli USA, Foxborough.
La formula adottata per il torneo fu la medesima dei due anni precedenti: le dodici squadre partecipanti furono divise in 4 gruppi composti da 3 squadre ciascuno e le prime due classificate di ciascun girone avrebbero passato il turno qualificandosi per i successivi quarti di finale.
Furono invitate alla manifestazione anche due squadre appartenenti alla CONMEBOL, la Colombia e il Brasile formato però da giocatori under-23.
Il trofeo fu vinto per la settima volta dal Messico, uno dei due paesi ospitanti, vittorioso in finale sul Brasile, che aveva dal canto suo eliminato gli Stati Uniti in semifinale.

## Formula
- Qualificazioni

32 membri CONCACAF: 12 posti disponibili per la fase finale. Stati Uniti (come paese ospitante), Messico (come detentore del titolo), Brasile (in qualità di ospite della manifestazione, affiliata alla CONMEBOL) e Colombia (in qualità di ospite della manifestazione, affiliata alla CONMEBOL) sono qualificati direttamente alla fase finale. Rimangono 30 squadre per otto posti disponibili per la fase finale. Le squadre e i posti disponibili sono suddivisi in tre zone di qualificazione ed un girone eliminatorio interzona: Nord America (1 posto), Centro America (3 posti), Caraibi (2 posti), Girone eliminatorio interzona (2 posti).
Zona Nord America: 1 squadra, si qualifica di diritto alla fase finale.
Zona Centro America: 6 squadre, partecipano alla Coppa delle nazioni UNCAF 2003, le prime tre classificate si qualificano alla fase finale, la quarta classificata accede al girone eliminatorio interzona.
Zona Caraibi: 23 squadre, Antigua e Barbuda, Barbados, Cuba, Giamaica, Haiti, Isole Cayman, Martinica, Saint Kitts e Nevis e Trinidad e Tobago accedono direttamente al secondo turno. Le qualificazioni si dividono in tre turni:
Primo turno: 14 squadre, giocano partite di andata e ritorno, le vincenti accedono al secondo turno.
Secondo turno: 16 squadre, divise in quattro gruppi da quattro squadre, giocano partite di sola andata, le prime due classificate accedono al terzo turno.
Terzo turno: 8 squadre, divise in due gruppi da quattro squadre, giocano partite di sola andata, le prime classificate si qualificano alla fase finale, le seconde classificate accedono al girone eliminatorio interzona.
Girone eliminatorio interzona': 3 squadre, giocano partite di sola andata, le prime due classificate si qualificano alla fase finale.
- Fase finale

Fase a gruppi - 12 squadre, divise in quattro gruppi da tre squadre. Giocano partite di sola andata, le prime due classificate accedono ai quarti di finale.
Fase a eliminazione diretta - 8 squadre, giocano partite di sola andata. La vincente si laurea campione CONCACAF e si qualifica alla FIFA Confederations Cup 2005.

## Squadre partecipanti
| Pr. | Squadra     | Data di qualificazione certa | Partecipante in quanto                                   | Partecipazioni precedenti al torneo                                                     | Ultima presenza  |
| --- | ----------- | ---------------------------- | -------------------------------------------------------- | --------------------------------------------------------------------------------------- | ---------------- |
| 1   | Stati Uniti | -                            | Rappresentativa della nazione ospitante                  | 8 (1985, 1989, 1991, 1993, 1996, 1998, 2000, 2002)                                      | Stati Uniti 2002 |
| 2   | Messico     | 2 febbraio 2002              | Rappresentativa della nazione detentrice del titolo      | 14 (1963, 1965, 1967, 1969, 1971, 1973, 1977, 1981, 1991, 1993, 1996, 1998, 2000, 2002) | Stati Uniti 2002 |
| 3   | Brasile     | -                            | Ospite della manifestazione (CONMEBOL)                   | 2 (1996, 1998)                                                                          | Stati Uniti 1998 |
| 4   | Colombia    | -                            | Ospite della manifestazione (CONMEBOL)                   | 1 (2000)                                                                                | Stati Uniti 2000 |
| 5   | Canada      | -                            | Qualificata di diritto                                   | 8 (1977, 1981, 1985, 1991, 1993, 1996, 2000, 2002)                                      | Stati Uniti 2002 |
| 6   | Costa Rica  | 20 febbraio 2003             | 1ª classificata della Coppa delle nazioni UNCAF 2003     | 11 (1963, 1965, 1969, 1971, 1985, 1989, 1991, 1993, 1998, 2000, 2002)                   | Stati Uniti 2002 |
| 7   | Guatemala   | 20 febbraio 2003             | 2ª classificata della Coppa delle nazioni UNCAF 2003     | 13 (1963, 1965, 1967, 1969, 1973, 1977, 1985, 1989, 1991, 1996, 1998, 2000, 2002)       | Stati Uniti 2002 |
| 8   | El Salvador | 20 febbraio 2003             | 3ª classificata della Coppa delle nazioni UNCAF 2003     | 9 (1963, 1965, 1977, 1981, 1985, 1989, 1996, 1998, 2002)                                | Stati Uniti 2002 |
| 9   | Giamaica    | 30 marzo 2002                | Vincente del Gruppo 1 del terzo turno della Zona Caraibi | 6 (1963, 1969, 1991, 1993, 1998, 2000)                                                  | Stati Uniti 2000 |
| 10  | Cuba        | 30 marzo 2002                | Vincente del Gruppo 2 del terzo turno della Zona Caraibi | 4 (1971, 1981, 1998, 2002)                                                              | Stati Uniti 2002 |
| 11  | Honduras    | 27 aprile 2002               | 1ª classificata della Girone eliminatorio interzona      | 11 (1963, 1967, 1971, 1973, 1981, 1985, 1991, 1993, 1996, 1998, 2000)                   | Stati Uniti 2000 |
| 12  | Martinica   | 27 aprile 2002               | 2ª classificata della Girone eliminatorio interzona      | 2 (1993, 2002)                                                                          | Stati Uniti 2002 |

Nella sezione "partecipazioni precedenti al torneo", le date in grassetto indicano che la nazione ha vinto quella edizione del torneo, mentre le date in corsivo indicano la nazione ospitante.

## Stadi
| Messico           | Messico           |
| ----------------- | ----------------- |
| Città del Messico | Città del Messico |
| Stadio Azteca     | Città del Messico |
| Capienza: 105.000 | Città del Messico |
|                   | Città del Messico |
| Stati Uniti       |                   |
| Miami             | Miami Foxborough  |
| Miami Orange Bowl | Miami Foxborough  |
| Capienza: 72.319  | Miami Foxborough  |
|                   | Miami Foxborough  |
| Foxborough        | Miami Foxborough  |
| Gillette Stadium  | Miami Foxborough  |
| Capienza: 68.756  | Miami Foxborough  |
|                   | Miami Foxborough  |

## Fase finale

### Fase a gruppi

#### Gruppo A

##### Classifica
| Pos | Squadra  | P.ti | G | V | N | P | GF | GS | DR |
| --- | -------- | ---- | - | - | - | - | -- | -- | -- |
| 1   | Messico  | 4    | 2 | 1 | 1 | 0 | 1  | 0  | +1 |
| 2   | Brasile  | 3    | 2 | 1 | 0 | 1 | 2  | 2  | 0  |
| 3   | Honduras | 1    | 2 | 0 | 1 | 1 | 1  | 2  | -1 |

##### Risultati
| Arbitro: | Sibrian |

|              |           |  |
| Borgetti 70’ | Marcatori |  |

| Arbitro: | Navarro |

|                      |           |                    |
| Maicon 16’ Diego 84’ | Marcatori | 90’ (rig.) De León |

| Città del Messico 16 luglio 2003 | Honduras | 0 – 0 | Messico | Stadio Azteca (20.000 spett.)\| Arbitro: \| Nery \| |
| Arbitro:                         | Nery     |       |         |                                                     |

#### Gruppo B

##### Classifica
| Pos | Squadra   | P.ti | G | V | N | P | GF | GS | DR |
| --- | --------- | ---- | - | - | - | - | -- | -- | -- |
| 1   | Colombia  | 4    | 2 | 1 | 1 | 0 | 2  | 1  | +1 |
| 2   | Giamaica  | 3    | 2 | 1 | 0 | 1 | 2  | 1  | +1 |
| 3   | Guatemala | 1    | 2 | 0 | 1 | 1 | 1  | 3  | -2 |

##### Risultati
| Arbitro: | Stott |

|  |           |            |
|  | Marcatori | Patiño 42’ |

| Arbitro: | Pineda |

|  |           |                              |
|  | Marcatori | 30’ Lowe 73’ (rig.) Williams |

| Arbitro: | Porras |

|            |           |                 |
| Molina 79’ | Marcatori | 21’ (rig.) Ruiz |

#### Gruppo C

##### Classifica
| Pos | Squadra     | P.ti | G | V | N | P | GF | GS | DR |
| --- | ----------- | ---- | - | - | - | - | -- | -- | -- |
| 1   | Stati Uniti | 6    | 2 | 2 | 0 | 0 | 4  | 0  | +4 |
| 2   | El Salvador | 3    | 2 | 1 | 0 | 1 | 1  | 2  | -1 |
| 3   | Martinica   | 0    | 2 | 0 | 0 | 2 | 0  | 3  | -3 |

##### Risultati
| Arbitro: | Ramos |

|                       |           |  |
| Lewis 28’ McBride 76’ | Marcatori |  |

| Arbitro: | Moreno Salazar |

|  |           |                  |
|  | Marcatori | McBride 39’, 43’ |

| Arbitro: | Batres |

|              |           |  |
| González 76’ | Marcatori |  |

#### Gruppo D

##### Classifica
| Pos | Squadra    | P.ti | G | V | N | P | GF | GS | DR |
| --- | ---------- | ---- | - | - | - | - | -- | -- | -- |
| 1   | Costa Rica | 3    | 2 | 1 | 0 | 1 | 3  | 1  | +2 |
| 2   | Cuba       | 3    | 2 | 1 | 0 | 1 | 2  | 3  | -1 |
| 3   | Canada     | 3    | 2 | 1 | 0 | 1 | 1  | 2  | -1 |

##### Risultati
| Arbitro: | Piper |

|              |           |  |
| Stalteri 59’ | Marcatori |  |

| Arbitro: | Prendergast |

|               |           |  |
| Moré 15’, 46’ | Marcatori |  |

| Arbitro: | Ramos |

|                                 |           |  |
| Centeno 45’ Bryce 72’ Scott 77’ | Marcatori |  |

### Fase a eliminazione diretta

#### Tabellone
|  | Quarti di finale | Quarti di finale |             |            | Semifinali                | Semifinali                |  |  | Finale    | Finale |
|  |                  |                  |             |            |                           |                           |  |  |           |        |
|  | 20 luglio        |                  |             |            |                           |                           |  |  |           |        |
|  |                  |                  |             |            |                           |                           |  |  |           |        |
|  | 1A. Messico      | 5                |             |            |                           |                           |  |  |           |        |
|  | 1A. Messico      | 5                | 24 luglio   |            |                           |                           |  |  |           |        |
|  | 2B. Giamaica     | 0                |             |            |                           |                           |  |  |           |        |
|  | 2B. Giamaica     | 0                | Messico     | 2          |                           |                           |  |  |           |        |
|  | 19 luglio        |                  | Messico     | 2          |                           |                           |  |  |           |        |
|  |                  | Costa Rica       | 0           |            |                           |                           |  |  |           |        |
|  | 1D. Costa Rica   | Costa Rica       | 0           | 5          |                           |                           |  |  |           |        |
|  | 1D. Costa Rica   |                  | 27 luglio   | 5          |                           |                           |  |  |           |        |
|  | 2C. El Salvador  | 2                |             |            |                           |                           |  |  |           |        |
|  | 2C. El Salvador  | 2                | Messico     | 1          |                           |                           |  |  |           |        |
|  | 19 luglio        |                  | Messico     | 1          |                           |                           |  |  |           |        |
|  |                  | Brasile          | 0           |            |                           |                           |  |  |           |        |
|  | 1C. Stati Uniti  | Brasile          | 0           | 5          |                           |                           |  |  |           |        |
|  | 1C. Stati Uniti  | 23 luglio        |             | 5          |                           |                           |  |  |           |        |
|  | 2D. Cuba         | 0                |             |            |                           |                           |  |  |           |        |
|  | 2D. Cuba         | 0                | Stati Uniti | 1          | Finale per il terzo posto | Finale per il terzo posto |  |  |           |        |
|  | 19 luglio        |                  | Stati Uniti | 1          | Finale per il terzo posto | Finale per il terzo posto |  |  |           |        |
|  |                  | Brasile          | 2           |            |                           |                           |  |  |           |        |
|  | 1B. Colombia     | Brasile          | 2           | 0          | Stati Uniti               | 3                         |  |  |           |        |
|  | 1B. Colombia     |                  |             | 0          | Stati Uniti               | 3                         |  |  |           |        |
|  | 2A. Brasile      | 2                |             | Costa Rica | 2                         |                           |  |  |           |        |
|  | 2A. Brasile      | 2                |             |            | 2                         |                           |  |  |           |        |
|  |                  |                  |             |            |                           |                           |  |  | 26 luglio |        |
|  |                  |                  |             |            |                           |                           |  |  |           |        |

#### Quarti di finale
| Arbitro: | Prendergast |

|                                        |           |  |
| Donovan 22’, 25’, 55’, 76’ Ralston 42’ | Marcatori |  |

| Arbitro: | Ramos |

|                                                             |           |                               |
| Scott 11’ Centeno 45+2’, 68’ (rig.), 90+3’ (rig.) Bryce 72’ | Marcatori | 34’ (rig.) Murgas 54’ Pacheco |

| Arbitro: | Stott |

|  |           |               |
|  | Marcatori | Kaká 42’, 66’ |

| Arbitro: | Navarro |

|                                                            |           |  |
| Bravo 38’ García 42’ Osorno 55’ Borgetti 61’ Rodríguez 83’ | Marcatori |  |

#### Semifinali
| Arbitro: | Batres |

|               |           |                               |
| Bocanegra 62’ | Marcatori | 89’ Kaká 100’ (rig. gg) Diego |

| Arbitro: | Nery |

|                          |           |  |
| Márquez 19’ Borgetti 28’ | Marcatori |  |

#### Finale per il 3º posto
| Arbitro: | Piper |

|                                      |           |                  |
| Bocanegra 29’ Stewart 56’ Convey 67’ | Marcatori | 24’, 39’ Fonseca |

#### Finale
| Arbitro: | Navarro |

|                 |           |  |
| Osorno 97’ (gg) | Marcatori |  |

## Statistiche

### Classifica marcatori
4 reti
- Wálter Centeno
- Landon Donovan

3 reti
- Kaká
- Jared Borgetti
- Brian McBride

2 reti
- Diego
- Steven Bryce
- Rolando Fonseca
- Erick Scott
- Lester Moré
- Daniel Osorno
- Carlos Bocanegra

1 rete
- Maicon
- Paul Stalteri
- Mauricio Molina
- Jairo Patiño
- Marvin González
- Gilberto Murgas
- Alfredo Pacheco
- Carlos Ruiz
- Julio César de León

- Onandi Lowe
- Andy Williams
- Omar Bravo
- Rafael García
- Rafael Márquez
- Juan Pablo Rodríguez
- Bobby Convey
- Eddie Lewis
- Steve Ralston
- Earnie Stewart

### Premi
- Golden Ball Award:  Jesús Arellano
- Golden Boot Award:  Wálter Centeno,  Landon Donovan
- Golden Glove Award:  Oswaldo Sánchez
- Fair Play Award:  Stati Uniti
- Gold Cup Best XI:

| Portiere                    | Difensori                                                                                             | Centrocampisti                                                                                   | Attaccanti                         |
| --------------------------- | --- | ------------------------------------------------------------------------------------------------ | ---------------------------------- |
| Gomes Riserva Odelín Molina | Carlos Castro Mora Maicon Ricardo Osorio Mauricio Wright Riserve Bobby Convey Jaime Heilberto Rosales | Wálter Centeno Rafael García Giovanni Hernández Riserve Diego Fernando Salazar Theodore Whitmore | Jesús Arellano Landon Donovan Kaká |